# Ołtarz z San Cassiano
Ołtarz z San Cassiano – obraz pędzla sycylijskiego malarza Antonello da Messina.
Ołtarz powstał w 1475 roku dla kościoła San Cassiano w Wenecji, na zlecenie patrycjusza Pietro Bon. Messina, który wzorował się na niderlandzkich mistrzach jako jeden z pierwszych artystów wprowadzał nową przestrzeń perspektywiczną, tworząc głębię i atmosferę za pomocą barw. Stworzony przez niego ołtarz był wzorem dla późniejszych mistrzów włoskiego renesansu m.in. Giovanniego Belliniego (Ołtarz św. Hioba) i Giorgiona (Ołtarz z Castelfranco) oraz odegrał dużą rolę w rozwoju szkoły weneckiej.

## Proweniencja
Najwcześniejsze wzmianki na temat dzieła pochodzą od M. Colazio w Opuscoli di retorica (1486), M. Sanudo w Cronica (1493), M.A. Sabellico w De Venetae urbis(1494) i M. A. Michiel (1543). W początkach XVII wieku Ołtarz zniknął z kościoła, a o fakcie tym wspomina włoski biograf Carlo Ridolfi (1594-1658) w 1648 roku. W późniejszych latach fragmenty ołtarza zostały odnalezione w zbiorach arcyksięcia Leopold Wilhelma i były one uznawane za dzieło Giovaniego Belliniego. W 1700 roku trzy duże fragmenty zostały przewiezione do Wiednia. Do 1928 roku dzieło było zapomniane przez badaczy i dopiero Wilde rozpoznał, a następnie zrekonstruował ołtarz. Część środkową przedstawiająca Madonnę z Dzieciątkiem przypisywano Belliniemu lub Boccaccinowi. W 1916 roku amerykański krytyk sztuki Bernard Berenson rozpoznał w dziele środkową część ołtarza z San Cassino.

## Bibliografia

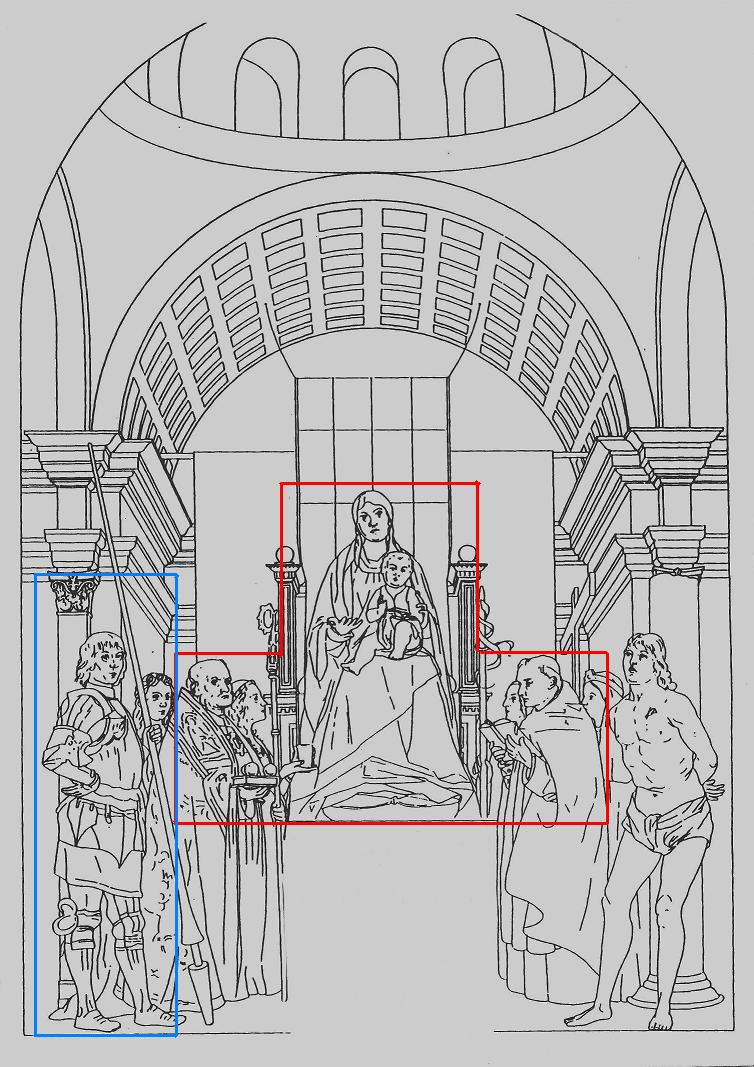
Rekonstrukcja ołtarza
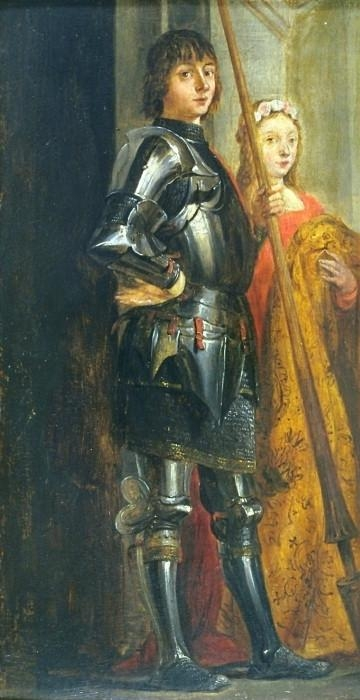
Dwie postacie z lewej strony